# Molnár László (jezsuita szerzetes)
Molnár László (Pozsony, 1840. április 16. – Kalocsa, 1910. február 18.) Jézus-társasági áldozópap és főgimnáziumi tanár. 

## Életútja
Szülőhelyén végezte a gimnáziumot; 1858. augusztus 11-én a Jézus-társaságába lépett. Felső tanulmányait Pozsonyban, az innsbrucki és a budapesti egyetemen végezte. 1881-85-ben és 1905-10-ben főgimnáziumi tanár volt Kalocsán, ahol a latin és görög nyelvet tanította. 1885 és 1905 között Nagyszombatban működött mint újoncmester.
Cikkeket írt a Jézus szent Szivének Hirnöke és a Mária Kert. c. folyóiratokba.

## Munkái
- A katholikus ifjúság imádságos könyve. Kalocsa. 1888. és Bpest, 1893 (névtelenül)
- Kempis Tamás négy könyve Krisztus követéséről. Pázmány Péter ford. nyomán kiadja… Kalocsa, 1891